# Typhonium venosum
Typhonium venosum (Dryand. ex Aiton) Kunth, 1841, vulgarmente conhecido como lírio-vudu, é uma planta perene da família das Araceae, originária da região dos Himalaia. A espécie é uma das raras plantas termogénicas capazes de elevar a temperatura floral em relação ao ar ambiente.

## Descrição
A espécie T. venosum é um geófito com até 80 -(100) cm de altura, com um cormo esférico ou ligeiramente aplainado no topo e na base, de coloração acastanhada, de cujo centro se desenvolve uma espata floral que nos maiores exemplares atinge cerca de 1 m de altura. A inflorescência é um longo e esbelto espádice, de coloração violácea, pontilhado de amarelo na face interna e quase negro na face externa e no ápice. O crescimento do espádice é muito rápido, acompanhado de um odor pútrido intenso.
A fase vegetativa prossegue com a emissão de uma única folha digitada, de recorte que faz lembrar uma mão humana, com um pecíolo robusto de coloração esbranquiçada, maculado de pontos negros. A folha seca pelo início do outono, altura em que o cormo inicia o período de repouso invernal.
Todas as partes da planta são venenosas para os humanos, causando por vezes reacção alérgica por simples contacto com a pele.
A espécie apresenta numerosos sinónimos taxonómicos, tendo a sua classificação sofrido múltiplas alterações em relação à origem. Entre os nomes com maior expansão, e que ainda são frequentemente encontrados na literatura, contam-se Arum cornutum, Arum guttatum, Sauromatum guttatum (Schott) e Sauromatum venosum.
A espécie tem como região de distribuição natural na região tropical e subtropical a sul dos Himalaia (Índia e Nepal). Prefere habitats de ambiente temperado em lugares ligeiramente ensombrados. A primeira fase do ciclo de vida da planta vai de março a junho, período de floração da planta. Após a floração a parte superficial da planta seca, ficando apenas o cormo em repouso invernal.

## Galeria

Inflorescência.
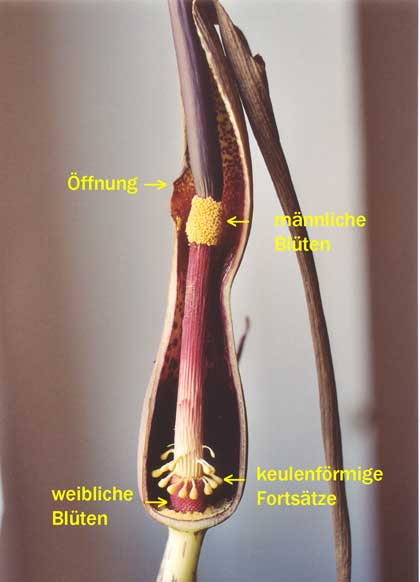
Espata floral.
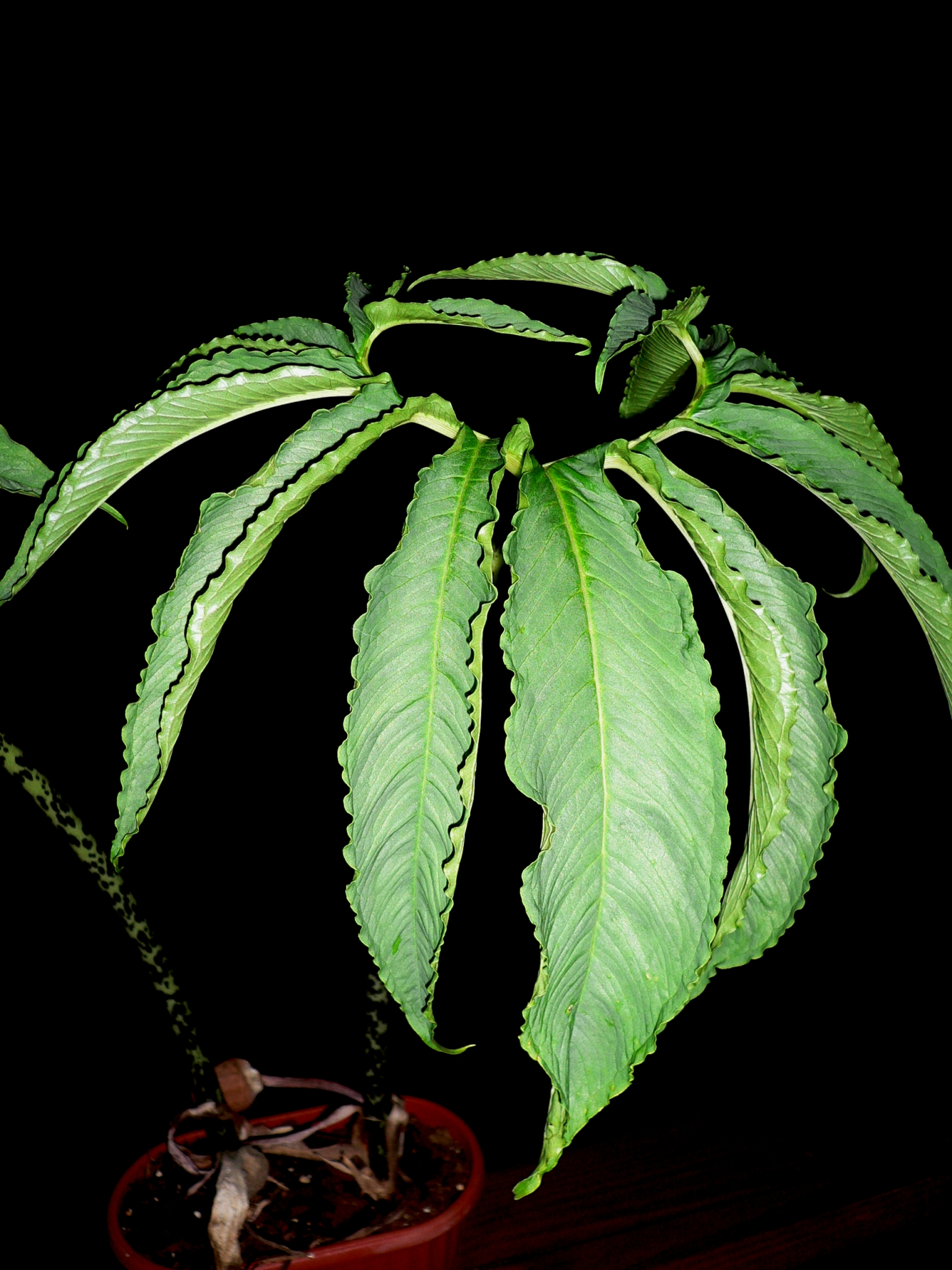
A característica folha em forma de mão.
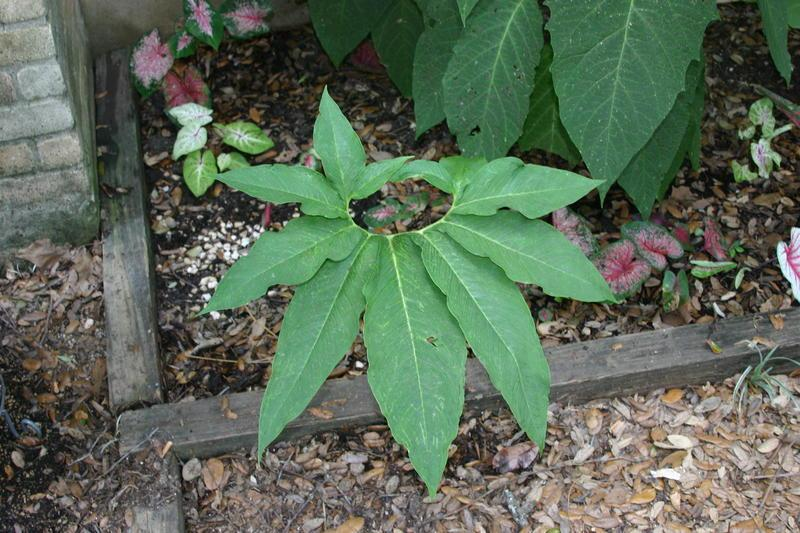
Folha.
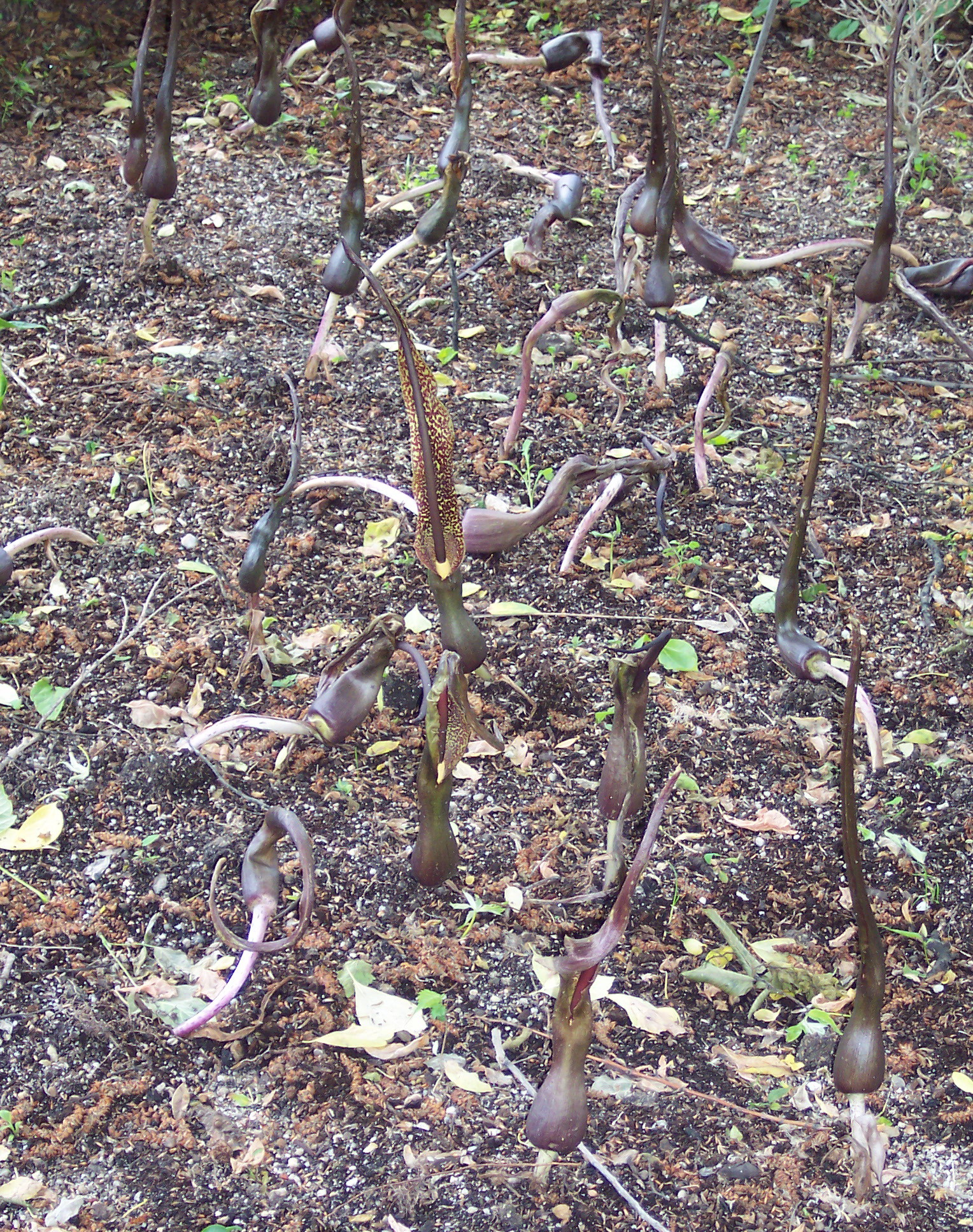
Hábito.
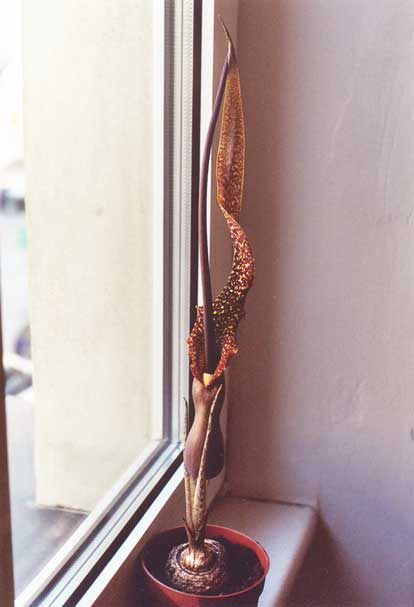
Uso como planta ornamental.